# Obaichthyidae
Obaichthyidae è una famiglia estinta di pesci ossei Ginglymodi vissuta tra l'Aptiano e il Cenomaniano del Cretacico, in quello che oggi corrisponde all'Africa, al Sud America e al Sud Europa.
Erano strettamente imparentati con i moderni gar della famiglia Lepisosteidae, formando assieme a questi la superfamiglia Lepisosteoidea.

## Descrizione
Gli Obaichthyidae ricordavano molto i gar attuali, ma se ne distinguevano per alcune caratteristiche, tra cui le squame spinose, da cui deriva il soprannome comune di "gar spinosi".
Inoltre, si distinguevano per le mascelle altamente specializzate: il mascellare mobile, la mandibola ridotta che produceva un notevole morso sovrapposto, i denti concentrati sulla punta e l'apertura boccale molto piccola. Queste caratteristiche suggeriscono che si nutrissero principalmente di piccoli invertebrati, a differenza dei lepisosteidi moderni, adattati alla predazione di altri vertebrati.
Come i gars odierni, prediligevano ambienti d'acqua dolce o salmastra, ma erano anche tolleranti alle condizioni marine, il che permise loro di disperdersi attraverso habitat oceanici. Sono noti generi con specie sia in Sud America che in Africa, e alcuni fossili di Obaichthys sono stati ritrovati anche nel Portogallo.

## Tassonomia
La famiglia Obaichthyidae è stata istituita nel 2010 da Lance Grande per includere i generi Dentilepisosteus e Obaichthys.
Nel 2012, è stata definita come un clade basato sullo stelo, contenente tutti i taxa più strettamente imparentati con Obaichthys rispetto a Lepisosteus, Pliodetes o Lepidotes.
Un altro genere, Afrocascudo, inizialmente descritto come il più antico pesce gatto corazzato, potrebbe rappresentare un giovane esemplare di Obaichthyidae, forse sinonimo junior di Obaichthys. Tuttavia, questa ipotesi è stata contestata sulla base della completa ossificazione delle ossa e dell'assenza di caratteri olostei fondamentali.